# Mbinda
Mbinda is een stad in de Republiek Congo, gelegen aan de grens met Gabon. Het is een transportknooppunt, gelegen aan het einde van de spoorweg vanuit Brazzaville.
De stad werd welvarend als zuidelijk eindpunt van de 75 km lange COMILOG kabelbaan vanuit Moanda in Gabon waarmee mangaan via Brazzaville werd geëxporteerd. Deze kabelbaan werd gesloten in 1986 toen de Trans-Gabon Spoorweg in gebruik werd genomen. Wel wordt er nog regelmatig gedacht over een spoorverbinding vanuit Franceville naar Brazzaville, wellicht via Mbinda.